# Década de 150
Séculos: (Século I - Século II - Século III)
Décadas: 100 110 120 130 140 - 150 - 160 170 180 190 200
Anos: 150 - 151 - 152 - 153 - 154 - 155 - 156 - 157 - 158 - 159